# Klipplaat
Klipplaat is een plaats in de Zuid-Afrikaanse provincie Oost-Kaap.
Klipplaat telt ongeveer 2200 inwoners.

## Subplaatsen
Het nationaal instituut voor de statistiek, Stats SA, deelt sinds de census 2011 deze hoofdplaats in in 3 zogenaamde subplaatsen (sub place):
Dan Sandi View • Klipplaat SP • Prinsvale.